# بركة (الحيمة الخارجية)

تعديل مصدري - تعديل

بركة هي إحدى قرى عزلة بني عروة بمديرية الحيمة الخارجية التابعة لمحافظة صنعاء، بلغ تعداد سكانها 319 نسمة حسب تعداد اليمن لعام 2004.